# 李嘉進
李嘉進（1957年3月6日—），中華民國政治人物、日本學學者，生於臺南市麻豆區，新北市鶯歌區人，現任國立臺北大學通識兼任教授、日本筑波大學高級研究員，曾任立法委員、國安會諮委、外交部亞協會長、經濟部文官、大漢溪生態保育會長、中國國民黨臺北縣長初選參選人、東吳大學兼任講師、中華民國陸軍義務役少尉排長，畢業於國立中興大學法商學院財稅系、日本筑波大學碩、博士。
在社团方面，曾任臺灣留日同学会会长、人文科学研究会常务理事、心灵改革推行委员会执行秘书、莺歌镇体育会理事长、中华民国大汉溪流域生态保育协会理事长、中华民国心灵改革推行委员会执行秘书、中华民国人文科学科學研究会常务理事、台北县中小学家长协会常务理事和总会长以及台北县救国团、青商会、狮子会、扶轮会、妇女会的顾问。
2019年，擔任其子亦是台灣民眾黨籍立委候選人李縉穎三峽後援會會長，並與盧嘉辰共同擔任此職。2019年12月12日，中國國民黨新北市黨部決議將盧嘉辰開除黨籍、李嘉進停權1年。

## 爭議
2007年11月22日，於立法院質詢時任青輔會主委鄭麗君由於問不出當時年輕人起薪，李嘉進在質詢台上說出：「看到這種人，他媽的就噁心 ! 」 隨後鄭麗君落淚表示：「近況女性的尊嚴我也要維護，而且我是為年輕人做事，為什麼要受到這樣的羞辱，為國家做事，換來一個三字經。」事後，李嘉進接受媒體訪問時稱：「你相信李嘉進會講髒話嗎？全國的民眾會相信，李嘉進講髒話嗎？」。

## 選舉紀錄
| 年度 | 選舉屆數           | 選舉區                                 | 所屬政黨   | 得票數    | 得票率 | 當選標記 | 備註  |
| ---- | ------------------ | -------------------------------------- | ---------- | --------- | ------ | -------- | ----- |
| 1998 | 第四屆立法委員選舉 | 臺北縣第一選舉區                       | 中國國民黨 | 37,748    | 9.12%  |          | [ 6 ] |
| 2001 | 第五屆立法委員選舉 | 臺北縣第一選舉區                       | 中國國民黨 | 39,426    | 7.91%  | [ 7 ]    |       |
| 2004 | 第六屆立法委員選舉 | 臺北縣第一選舉區                       | 中國國民黨 | 49,955    | 11.57% | [ 8 ]    |       |
| 2008 | 第七屆立法委員選舉 | 全國不分區及僑居國外國民立法委員選舉區 | 中國國民黨 | 5,010,801 | 58.12% | [ 9 ]    |       |

## 荣誉

### 外国勋章奖章
- 旭日重光章（日本，2024年11月3日公布[10]）

## 外部連結
- 立法院全球資訊網－立法委員－李嘉進委員簡介 （页面存档备份，存于）
- 李嘉進的Facebook